# Nina de Gramont
Nina de Gramont (* 20. Jahrhundert in Englewood, Colo.), auch unter ihrem Pseudonym Marina Gessner bekannt, ist eine amerikanische Schriftstellerin. Sie studierte am Colorado College und an der University of North Carolina Wilmington Kreatives Schreiben. Gramont ist die Autorin mehrerer Bücher, darunter The Last September und Distance from Me to You, das von HBO Max mit Sabrina Carpenter in der Hauptrolle verfilmt werden soll.
Derzeit lebt sie mit ihrem Mann David Gessner und ihrer Tochter an der Küste North Carolinas und arbeitet als Assistenzprofessorin an der University of North Carolina Wilmington.

## Werke
- Of Cats and Men (Kurzgeschichtensammlung; 2001).
- The Gossip of Starlings (2008).
- Every Little Thing in the World (2010).
- Meet Me at the River (2013).
- The Boy I Love (2014).
- The Last September (2015).
- The Christie Affair (2022).